# 아팔라치오사우루스
애팔래치오사우루스는 백악기 말기 애팔래치아 대륙에서 서식했던 중형 육식공룡이다.

## 연구사
7700만 년 전 최상위 포식자로 군림하였을 것이다. 아성체의 표본만 발견되었으며, 아성체 기준 몸길이는 6.5m에 몸무게는 623kg 정도 나갔을 것으로 짐작된다. 앞발은 발견되지 않아 과거에는 3개로 복원했다가 현재는 2개로 복원 중이다. 이에 따라 애팔래치오사우루스의 그림이나 일러스트는 대부분 앞발가락을 2개로 복원한 게 많다. 애팔래치오사우루스가 서식한 당시 북미 내륙은 지금의 미시시피강인 서부내륙해로 갈라져 있었는데, 당시 라라미디아는 티라노사우루스와 계통상 가까운 종들이 서식했으나 애팔래치오사우루스가 서식한 애팔래치아는 티라노사우루스와 가까운 종, 그 외에 최상위 포식자는 없었다. 따라서 라라미디아는 티라노사우루스과가 서식했을 것이고, 애팔래치아는 티라노사우루스과가 아닌 공룡이 서식한 것으로 보고 있다. 또한 애팔래치오사우루스는 그 당시 애팔래치아의 최상위 포식자였을 것이다. 애팔래치오사우루스의 두개골을 보면 흔히들 티라노사우루스아과라고 생각할 수 있지만 사실 애팔래치오사우루스는 티라노사우루스아과가 아닌 에우티라노사우리아의 애팔래치오사우루스아과에 속해 있다. 티라노사우루스와 윗턱뼈를 비교해 보면 두꺼운 티라노사우루스에 비해 얇고 가늘기 때문이다. 이것은 두꺼운 윗턱으로 진화하기 전의 단계를 보여주는 전형적인 예이며, 딜롱이나 에오티라누스에 비해 티라노사우루스에 가깝게 진화해 왔다는 걸 알 수 있다.

## 분류와 계통
티라노사우루스상과에 속하며, 테라토포네우스, 드립토사우루스, 피스타히에베르소르와 함께 독자적인 분류군을 형성하고 있다. 최근 2022.7.27 에오티라누스 연구로 인해 티라노사우루스과에서 제외된후 에오티라노사우리아라는 분류군에 속하였다.